# Muridke
Muridke (pendżabski/urdu: مُرِيدكے‬) – miasto w Pakistanie, w prowincji Pendżab. Według danych na rok 1998 liczyło 111 951 mieszkańców.